# 宁夏回族自治区博物馆
宁夏回族自治区博物馆，简称宁夏博物馆，位于宁夏回族自治区银川市金凤区人民广场东街6号，是宁夏回族自治区属综合性博物馆，宁夏回族自治区文化厅直属事业单位。

## 简介
1959年7月1日，宁夏地志博物馆筹备处成立。与宁夏展览馆一个机构两块牌子。文化大革命前期，文物工作基本停滞。1973年1月，宁夏回族自治区博物馆正式成立，是宁夏回族自治区文化厅直属正处级事业单位。馆址位于银川市承天寺院内。宁夏回族自治区博物馆是集收藏、陈列、研究、保护于一体的省级综合性博物馆，主要从事对宁夏回族自治区境内历史文物、回族文物、近现代文物等的研究、收集、保护、保管、展陈、宣传教育等工作。

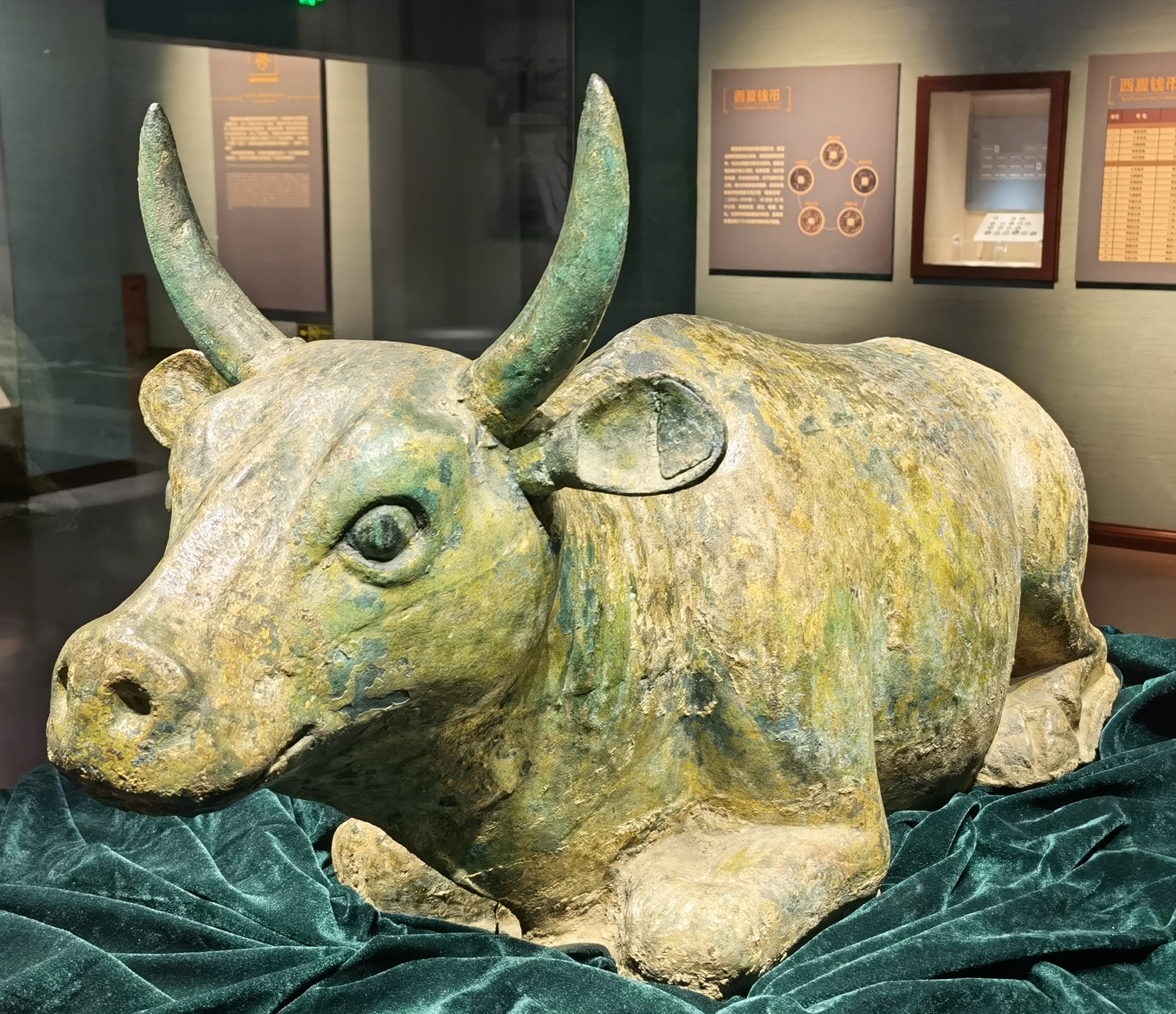
鎏金铜牛，1977年宁夏西夏陵区M177出土

1995年，该馆被定为宁夏回族自治区爱国主义教育基地。1997年被定为全国爱国主义教育示范基地。2006年，馆址承天寺塔院被中华人民共和国国务院公布为第六批全国重点文物保护单位。
2005年11月，人民广场东街的宁夏回族自治区博物馆新馆开工建设。2008年8月28日，在宁夏回族自治区成立五十周年之际，新馆正式开馆，并免费向公众开放。

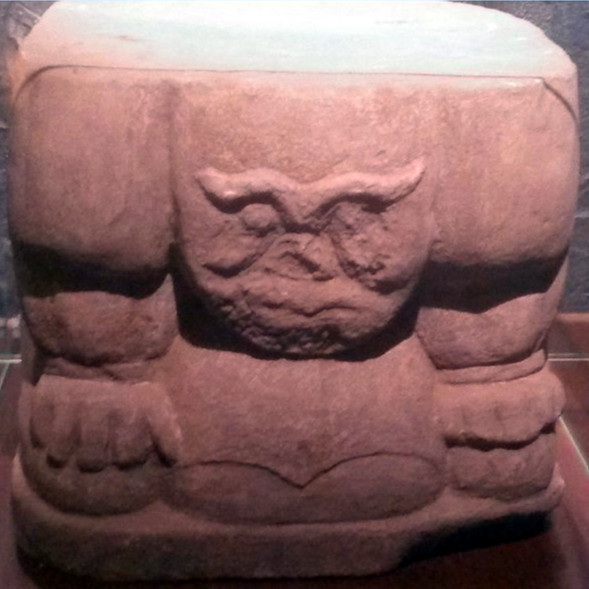
石雕力士志文支座，1974年宁夏银川西夏陵区6号陵出土

2012年，宁夏回族自治区博物馆被国家文物局核定为第二批国家一级博物馆。

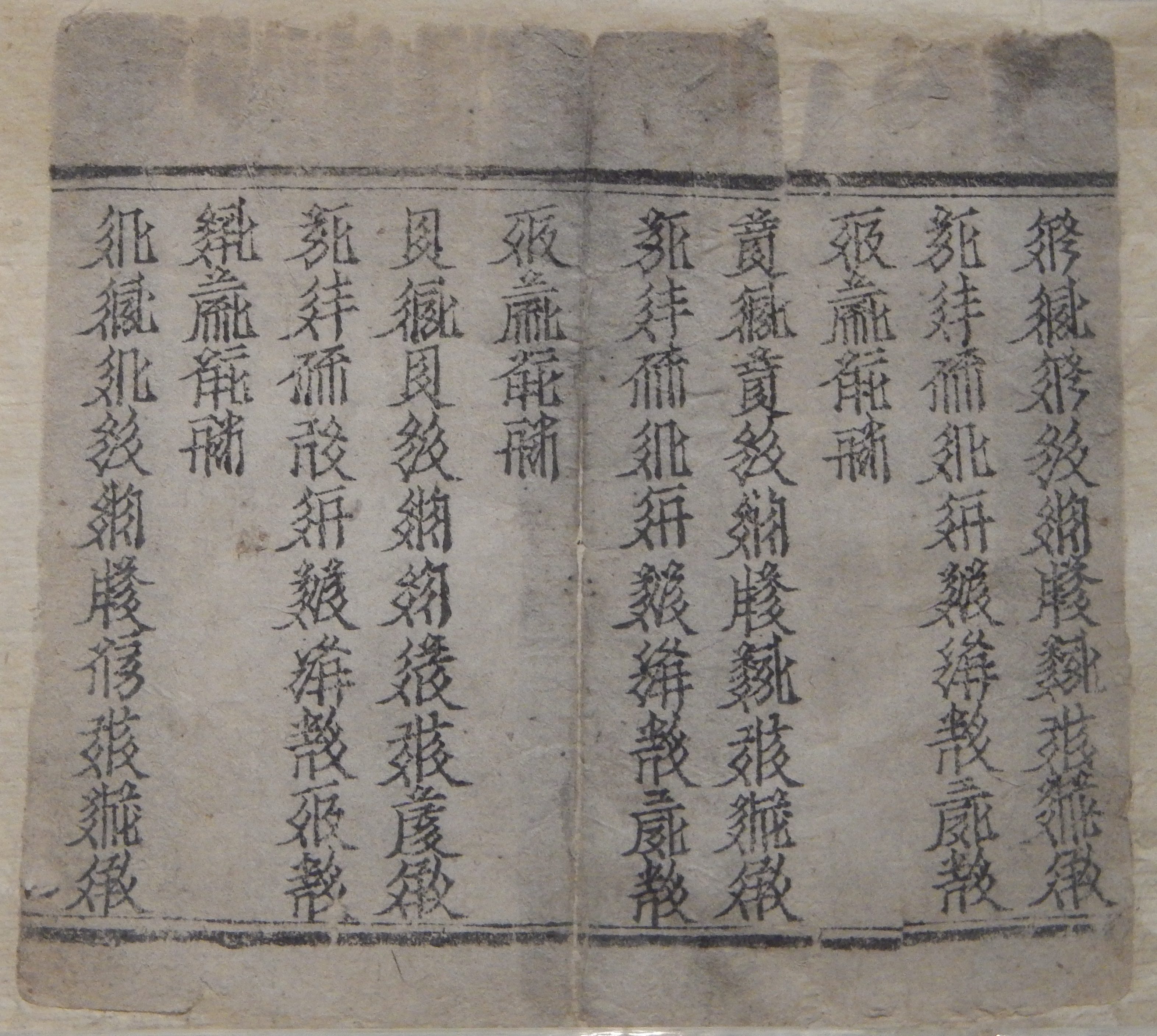
西夏文佛经《吉祥遍至口和本续》，1991年宁夏回族自治区贺兰县拜寺口方塔遗址出土

宁夏回族自治区博物馆收藏有宁夏回族自治区境内考古发掘出土文物、西夏文物、回族文物等3.805万件（组）。其中，鎏金铜卧牛、胡旋舞石刻墓门、力士石碑座是“国宝级”文物，西夏文物鎏金铜卧牛是镇馆之宝，构思巧妙的胡旋舞石刻墓门是中西文化交流产物，力士石碑座是已出土的11件此类碑座中唯一刻有西夏文者。西夏文佛经《吉祥遍至口和本续》是稀世珍品。
宁夏回族自治区博物馆举办过的大型基本陈列主要有：《宁夏历史文物陈列》、《回族民俗文物展》、《西夏文物精品展》、《贺兰山岩画展》、《宁夏革命文物陈列》。并推出过一系列临时展览。

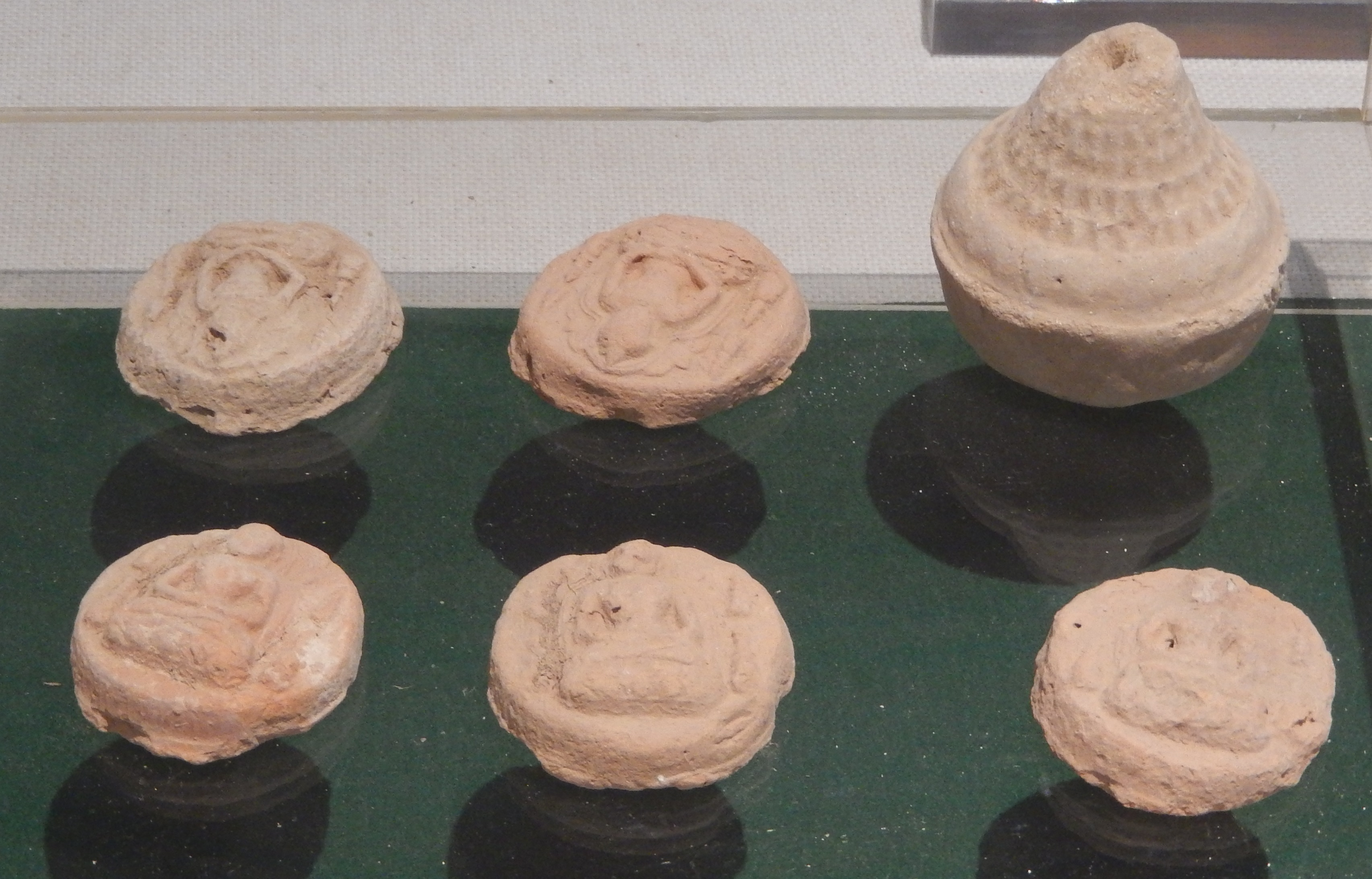
擦擦，1987年宁夏青铜峡一百零八塔出土
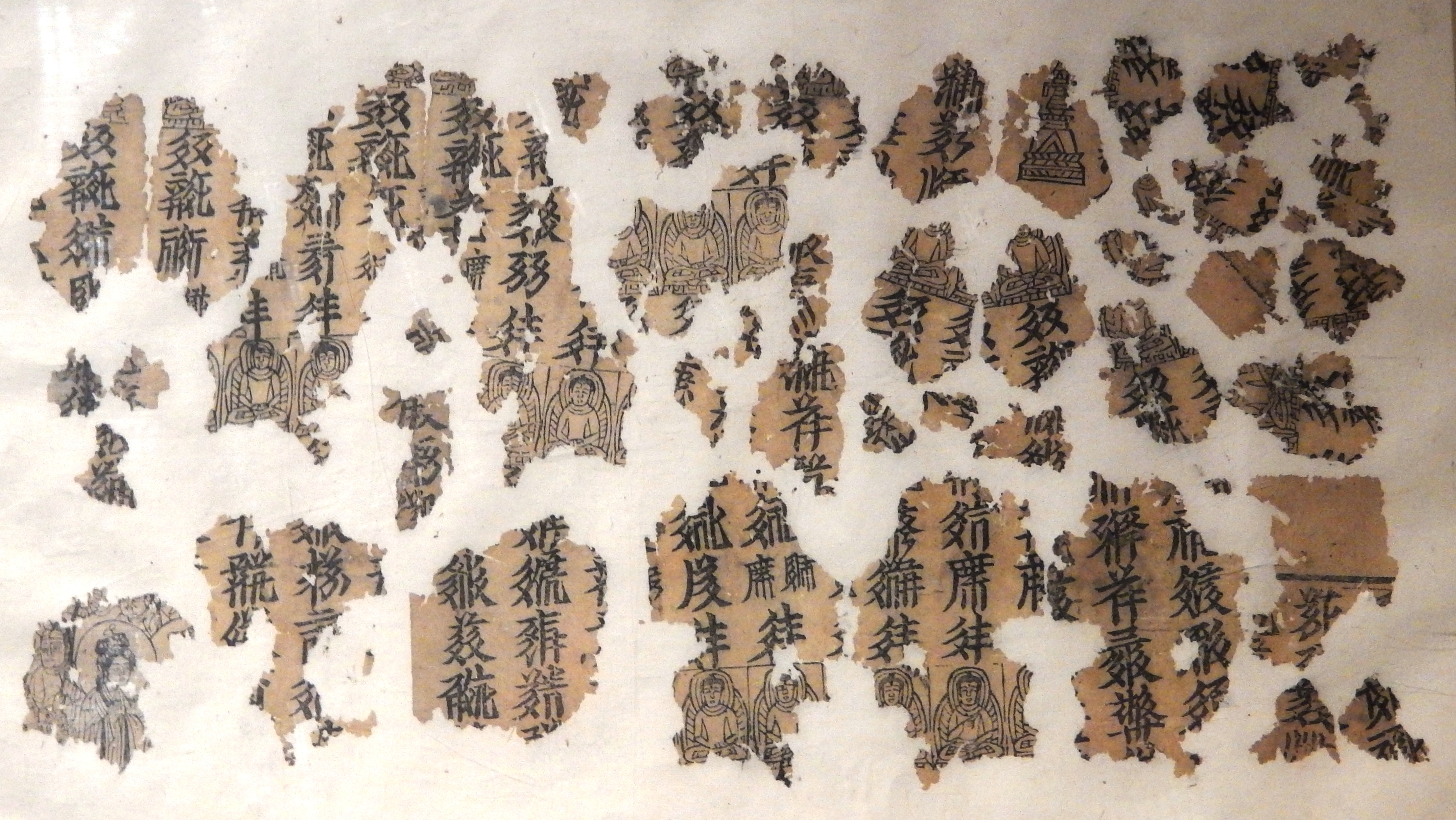
《现在贤劫千佛名经》残片，1987年宁夏青铜峡一百零八塔出土
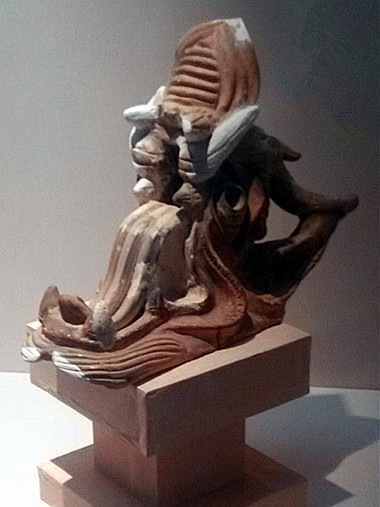
灰陶屋脊兽，1974年宁夏银川西夏陵区6号陵出土
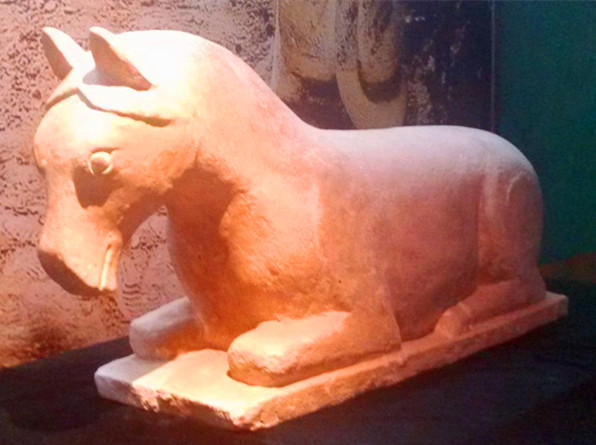
石马，1977年宁夏银川西夏陵区M177出土